# Черкасов, Никифор Никонорович
Никифор Никонорович Черкасов — советский хозяйственный, государственный и политический деятель, Герой Социалистического Труда.

## Биография
Родился в 1915 году в селе Саввушка Курьинской волости Змеиногорского уезда Томской губернии.
С 1931 года — на хозяйственной, общественной и политической работе. В 1931—1970 гг. — подпасок в госплемзаводе «Овцевод» Рубцовского района, красноармеец, участник Великой Отечественной войны, командир расчёта 120-мм миномёта, чабан племенного завода «Овцевод» Рубцовского района Алтайского края.
Указом Президиума Верховного Совета СССР от 22 марта 1966 года присвоено звание Героя Социалистического Труда с вручением ордена Ленина и золотой медали «Серп и Молот».
Умер в Дальнем Рубцовского района в 1990 году.
Русский, член КПСС с 1947 года.